# Schweizerische Gesellschaft für Höhlenforschung
Die Schweizerische Gesellschaft für Höhlenforschung (SGH) ist der Dachverband der Schweizer Höhlenvereine sowie der Karst- und Höhlenforscher. Die SGH ist ein nicht wirtschaftlich orientierter Verein im Sinne der Artikel 60 ff. des Schweizerischen Zivilgesetzbuches.

## Geschichte
Der Verein wurde 1939 von Georges Amoudruz und Jean-Jacques Pittard in Genf gegründet. G. Amoudruz war Schirmherr des 1930 gegründeten Club des Boueux (Club der Schlammigen). Im Jahr 1938 lernte J.-J. Pittard G. Amoudruz und Emile Burri kennen. Aufgrund ihres gemeinsamen Interesses an der Schweizer Höhlenwelt gründete das Trio im März 1939 die Schweizerische Gesellschaft für Höhlenforschung (SGH). Im Verlaufe des Jahres 1939 wandte sich der Generalstab der Schweizer Armee an die Schweizerische Gesellschaft für Höhlenforschung, da dieser Spezialisten für die Schweizer Höhlenwelt suchte. Um mit der Armee zu verhandeln, entwickelten J.-J. Pittard und G. Amoudruz die Basis der Statuten der SGH. Bis zum Ende des Zweiten Weltkrieges beschrieb die Schweizerische Gesellschaft für Höhlenforschung über 800 Höhlen und kartierte mehr als 60 km Höhlengänge. Nach dem Zweiten Weltkrieg wurde Jacques Verdan zum ersten Zentralpräsidenten der SGH gewählt. Charles Roth übernahm die Leitung der Genfer Sektion, der eigentlichen Gründungssektion der SGH. Ab diesem Zeitpunkt wurde die SGH schweizweit bekannt und in verschiedenen Kantonen bildeten sich weitere Vereine. Bereits 1964 zählte die SGH rund 320 Mitglieder aus 15 Sektionen. Unter der Ägide von Zentralpräsident André Grobet erschien am 1. Juli 1951 die erste Ausgabe der Zeitschrift Stalactite, dem Publikationsorgan der SGH. Das Heft erscheint ab diesem Zeitpunkt unterbruchlos 2–3 Mal pro Jahr. Im Jahr 1975 zählte die SGH 21 Sektionen mit rund 500 Mitgliedern. Das zentrale Höhlenarchiv umfasste mehr als 1800 Höhlen. Unter dem Präsidium von René Scherrer erschien 1986 erstmals das SGH-Info. Diese Informationsbroschüre des Vorstandes wird seitdem jährlich viermal sämtlichen SGH-Mitgliedern zugestellt. Im Februar 2000 wurde das Schweizerische Institut für Speläologie und Karstforschung (SISKA) als unabhängige Stiftung gegründet. Das SISKA wurde gegründet, um als professionelles Kompetenzzentrum die Arbeiten der Höhlenforschung und die Studien der Karstgebiete zu fördern und aufzuwerten.
Heute zählt die SGH rund 1000 Mitglieder, welche sich auf 34 Sektionen aufteilen (Stand 2017).

## Struktur & Organisation
Die Gesellschaft mit Sitz in La Chaux-de-Fonds weist die folgende Struktur auf: Die Delegiertenversammlung (DV) ist das oberstes Beschlussorgan im Sinne von Artikel 64 Absatz 1 des Schweizerischen Zivilgesetzbuches. Die DV ist die Legislative und besteht aus den Delegierten der einzelnen Sektionen. Der Vorstand ist das ausführende Organ (Exekutive) und besteht aus sieben aktiven Schweizer Höhlenforschern, welche möglichst die verschiedenen Landesteile repräsentieren. Der Zentralrat (ZR, früher CC) ist das Führungsorgan im Sinne von Artikel 69 des Schweizerischen Zivilgesetzbuches. Es ist die beratende und vorbereitende Instanz des Vorstandes. Die Rechnungsrevisoren kontrollieren die ordnungsgemässe Buchführung der SGH.
Weiter gehören zur Struktur der SGH die Kommissionen und temporären Arbeitsgruppen. Im Gegensatz zu den Arbeitsgruppen ist das Bestehen der Kommissionen zeitlich unbeschränkt. Sämtliche Kommissionen verfügen über ein Pflichtenheft. Es existieren die folgen Kommissionen:
- Bibliothek: Die Bibliothek wurde 1956 gegründet.[14] Sie umfasst eine grosse internationale Schriftensammlung und stellt diese jedem Interessierten zur Verfügung. Die Bibliothek ist in der Stadtbibliothek von La Chaux-de-Fonds untergebracht.
- Wissenschaftliche Kommission: Diese Kommission wurde 1967 gegründet und vereinigt Forscher, die sich mit dem Studium des Karstes beschäftigen.[15] Sie bildet auch die Verbindung zu den wissenschaftlichen Instituten und der Akademie der Naturwissenschaften Schweiz (SCNAT).
- Kommission für Publikationen: Sie ist für die Herausgabe der illustrierten Zeitschrift Stalactite zweimal im Jahr zuständig, in welcher fachbezogene und wissenschaftliche Artikel, Aufzeichnungen über Erforschungen sowie aktuelle Informationen veröffentlicht werden.[14]
- Kommission für Dokumentation: Gegründet 1948 erstellt und unterhaltet das nationale Höhlenverzeichnis.[14] Das Höhlenverzeichnis steht jedem aktiven Forscher zur Verfügung.
- Kommission für Ausbildung: Diese Kommission wurde 1970 gegründet und bietet seither Kurse zur Grund- und Spezialausbildung in allen Bereichen der Höhlenbefahrung und Höhlenforschung an.[16] Weiter sorgt sie für die Verbreitung der sichersten und wirkungsvollsten Techniken zur Höhlenbefahrung gemäss dem 2012 geschaffenen Label „Safe Speleo“.
- Kommission für Höhlen- und Karstschutz: Sie ist zuständig für den Schutz und Erhalt der Schweizer Karstsysteme und deren Höhlen. Daneben informiert sie Höhlenforscher und Besucher von Höhlen über die Folgen, die eine Befahrung für die Höhlen haben kann. Ebenso untersucht und verfolgt sie die gewollten oder ungewollten Zerstörungen in Karstsystemen.[14]
- Kommission für Öffentlichkeitsarbeit: Diese Kommission repräsentiert die SGH gegenüber Medien und Behörden.[14]
- Kommission für Canyoning: Sie ist in der Schweiz der Ansprechpartner für alle Fragen betreffend Canyoning und vereinigt Schweizer Höhlenforscher, welche Canyoning ausüben.[14]
- Kommission für Höhlentauchen: Diese unterstützt und fördert den Kontakt zwischen den Höhlentauchern der SGH. Daneben ist sie innerhalb der SGH und gegen aussen der Ansprechpartner für alle Belange, die das Höhlentauchen betrifft.[14]
- Kommission für Höhlenrettung (Speleo-Secours Schweiz): Diese Kommission wurde 1970 ins Leben gerufen und war in der Folge während 35 Jahren eine direkte Partnerorganisation der Schweizerischen Rettungsflugwacht (Rega).[17] Seit 2016 trägt sie als Partner der Alpinen Rettung Schweiz (ARS) die Verantwortung für die unterirdischen Such- und Rettungs-Operationen in der ganzen Schweiz.[18] Daneben unterstützt sie auch Höhlenrettungs-Organisationen im Ausland bei ihren Einsätzen, so z. B. bei der Rettungsaktion in der Riesending-Schachthöhle.

Sämtliche Mitglieder der Schweizerischen Gesellschaft für Höhlenforschung sind angehalten, den Ehrenkodex der SGH zu respektieren und einzuhalten. Dieser beinhaltet Weisungen unter anderem zur Ethik des Höhlenforschens sowie zum Höhlen- und Datenschutz.
Die Schweizerische Gesellschaft für Höhlenforschung ist Mitglied der Union Internationale de Spéléologie (UIS).